# Emmerich von Stall
Emmerich von Stall (* um 1610 in der Grafschaft Nassau; † 26. Januar 1669 in Berau) war ein Franziskanereremit, Priester und Alchemist.
Seine Herkunft bildet bis heute ein Rätsel, es wird angenommen, dass er hoher adliger Abstammung war und durch Erlebnisse im Dreißigjährigen Krieg eine Bekehrung fand. 1650 begab er sich auf eine Pilgerreise nach Rom erhielt nach der Beichte die Absolution. Auf der Rückreise erhielt er am 26. Oktober 1650 in Assisi von Daniel a Dago die Erlaubnis als Eremit leben zu dürfen. Eine Urkunde, ausgestellt am 21. Februar 1651 enthält sein Ansuchen an Abt Franz Chullot bei der Propstei Berau eine Einsiedelei errichten zu dürfen, was ihm genehmigt wurde. Hier erbaute er für sich eine Unterkunft und ein Labor. Durch den Würzburger Weihbischof Johann Melchior Söllner wurde er 1656 zum Priester geweiht. Daraufhin erbaute er auf eigene Kosten 1657 eine kleine Kapelle. Die Kapelle erhielt einen Tragaltar von Bischof Johann Philipp von Schönborn geschenkt. Bischof von Konstanz Johann Franziskus weihte die Kapelle im Beisein zahlreicher Adliger, u. a. waren anwesend der Pfalzgraf Christian August von Sulzbach, die Grafen von Geroldseck und Cronberg. Aus der Kirche in Magdeburg erhielt die Kapelle Reliquien. Sein Diener war der Minoritenbruder Balthasar Herschler. In einem Gärtlein auf dem Grasbühl baute er Kräuter an, aus denen er in seinem Labor Mixturen, Extrakte, Latwergen und Arzneien herstellte. Nach seinem Ableben durch einen Schlaganfall hinterließ er eine Sammlung an Edel- u. Halbedelsteinen, Büchern und Gerätschaften wie Mörser und Pfannen. Als Bett diente ihm lediglich ein Laubsack. Die Einsiedelei wurde nach Breitenfeld veräußert, das angebaute Labor an einen Bauern verkauft. Die Kapelle wurde später abgebrochen, der Tragaltar kam nach Todtnau, wo er 1689 mit der Kirche zerstört wurde. In Berau erinnert eine nach ihm benannte Straße an ihn.